# Frans voetbalelftal onder 21 (mannen)
Het Frans voetbalelftal onder 21, of kortweg Jong Frankrijk, is een voetbalelftal voor spelers onder de 21 jaar. Spelers die ouder zijn mogen echter wel meedoen als zij maximaal 21 jaar zijn op het moment dat de kwalificatie voor een toernooi begint. Zo kunnen er dus spelers van 23 jaar aan een toernooi meedoen.
Jong Frankrijk speelt meestal tegen dezelfde tegenstanders als het Frans elftal, omdat bij loting automatisch dezelfde landen zijn geloot – dit is echter afgeschaft. Het elftal probeert zich te plaatsen voor het tweejaarlijkse EK onder 21. In dit toernooi kan het elftal in de toernooien die in jaren die deelbaar zijn door vier, zich plaatsen voor de Olympische Spelen van datzelfde jaar.

## Erelijst
- Europees Kampioenschap (1x)

Winnaar: 1988
- Youth Champions (11x)

Winnaar: 1977, 1984, 1985, 1987, 1988, 1989, 1997, 2004, 2005, 2006, 2007.

## EK onder 21 in Italië 1988
Jong Frankrijk plaatste zich voor het EK 1988 dat in Italië werd gehouden. In de kwartfinales speelde Frankrijk tegen de leeftijdsgenoten uit Italië. Drie doelpunten van Paille en één doelpunt van Sauzée zorgen uiteindelijk voor een 2-1-overwinning en een 2-2 gelijkspel. Na een 4-2-overwinning en een 2-2 gelijkspel tegen Engeland in de halve finales, wist een sterk Frankrijk zich te plaatsen voor de finale waar het later ook Griekenland zou verslaan.
De selectie: Claude Barrabe - Bertrand Reuzeau - Jean-Luc Buisine - Franck Silvestre - Thierry Gros - Pascal Despeyroux - Jean-Luc Dogon - Franck Sauzée - Laurent Blanc - Stéphane Paille - Éric Cantona - Jocelyn Angloma - Christophe Galtier - Philippe Avenet - Éric Lada - Thierry Pauk - Alain Roche - Vincent Guérin.

## EK onder 21 in Portugal 2006
Tijdens de Jeugd EK-deelname schopte Frankrijk het tot de halve finales. Ondanks dat Frankrijk werd beschouwd als grote favoriet voor de titel, verloor de ploeg met 3-2 van Nederland in de verlenging, na een doelpunt van Nicky Hofs in de 107ste minuut.
De selectie: Jérémy Gavanon, Steve Mandanda, Simon Pouplin, Lucien Aubey, Jean-Michel Badiane, Jérémy Berthod, Grégory Bourillon, François Clerc, Olivier Veigneau, Jacques Faty, Bacary Sagna, Lassana Diarra, Julien Faubert, Mathieu Flamini, Rio Mavuba, Yoann Gourcuff, Jérémy Toulalan, Bryan Bergougnoux, Jimmy Briand, Yoan Gouffran, Anthony Le Tallec, Florent Sinama-Pongolle

## EK onder 21 in Zweden 2009
Op 1 augustus 2008 wisselen de trainers van Jong Frankrijk en Frankrijk onder de 18 van functie. Erick Mombaerts neemt daarom de functie van bondscoach van Jong Frankrijk van René Girard over. Mombaerts moet zorgen dat zijn team zich kwalificeert voor het EK in Zweden.

## Bondscoaches
- Michel Hidalgo
- Jack Braun (1980-maart 1982)
- Joseph Mercier (maart 1982)
- Jack Braun (april 1982-augustus 1982)
- Marc Bourrier (augustus 1982-1993)
- Raymond Domenech (1993-2004)
- René Girard (2004-2008)
- Erick Mombaerts (2008-2012)
- Willy Sagnol (2013-2014)
- Pierre Mankowski (2014-2017)
- Sylvain Ripoll (2017-)